# محمد عزة دروزة
محمد عزة بن عبد الهادي دَرْوَزَة (21 حزيران 1887 - 26 تموز 1984) مفكر وكاتب ومناضل قومي عربي ولد في نابلس وتوفي في دمشق. إضافة إلى نضاله السياسي، كان أديباً ومؤرخاً وصحفياً ومترجماً ومفسراً للقرآن الكريم. هو أحد مؤسسي الفكر القومي العربي إلى جانب ساطع الحصري وزكي الأرسوزي.
اتخذ نضاله شكلاً وحدوياً تجاوز ظروف التجزئة والحدود المصطنعة، فشارك في تأسيس ونشاط الجمعيات والأحزاب الاستقلالية العربية الوحدوية النضالية في سورية الكبرى (قبل تقسيمها من قبل الاستعمار عام 1920)، مثل جمعية العربية الفتاة وحزب الاستقلال العربي وعارض سياسة التتريك. هو أحد أعضاء المؤتمر السوري العام (1919 م) وسكرتير الجمعية التأسيسية، وأحد واضعي الدستور السوري الأول. أعلن من على شرفة بلدية دمشق في ساحة المرجة استقلال سورية وتأسيس المملكة السورية العربية في 8 آذار عام 1920. قاد العديد من النشاطات المناهضة للانتداب البريطاني على فلسطين وسياسة تقسيم الأراضي العربية، ودعا إلى توحيد سورية ومصر في خمسينيات القرن العشرين. تعتبر سيرته الذاتية تأريخاً لمسيرة الحركة الوطنية النضالية والاستقلالية والوحدوية خلال القرن العشرين.
ترك دروزة أكثر من خمسين كتاباً في علوم شتى تتعلق بالعروبة والإسلام والتاريخ العام، ومنها سلسلة كتب في تاريخ الحركة العربية وأصول القومية العربية والوحدة العربية. تُعد مؤلفاته وبالذات كتاب «الوحدة العربية» من أهم ما كتب عن القومية العربية وعن طرق تحقيق الوحدة العربية.

## أسرته
نشأ محمد عزة (وتنطق عِزّت) في أسرة من عشيرة «الفريحات» التي تسكن قرية كفرنجة في منطقة عجلون شرق الأردن. ويبدو أن قسماً كبيراً من العشيرة قد هجر القرية في أوائل القرن الحادي عشر الهجري، واتجه بعضهم إلى نابلس. كان والده عبد الهادي بن درويش دروزة تاجراً للأقمشة في سوق خان التجار القديم الشهير في المدينة القديمة في نابلس، حيث كان يستورد بضائعه من بيروت ودمشق، كما يُفيد محمد عزة في مذكراته، ويُعتقد أن اسم عائلته مشتق من عمل بعض أجداده بالخياطة.

## تعليمه وثقافته
تلقى دَرْوَزَة تعليمه الأساسي في نابلس حيث حصل على الشهادة الابتدائية في سنة 1900، التحق بعدها بالمدرسة الرشادية (الفاطمية اليوم)، وهي مدرسة ثانوية متوسطة، وتخرج منها بعد ثلاث سنوات، حاصلاً على شهادتها.
قام دَرْوَزَة بتثقيف نفسه، وتغطية جوانب النقص بالقراءة والاطلاع الدءوب للتعويض عن عدم إتمام دراسته، فقرأ ما وقع تحت يديه من كتب مختلفة في مجالات الأدب والتاريخ والاجتماع والحقوق سواءٌ ما كان منها باللغة العربية أو بالتركية والإنجليزية اللتين كان يجيدهما. أتاح له عمله في مصلحة البريد الاطلاع على الدوريات المصرية المتداولة في ذلك الوقت كالأهرام ومجلة الهلال وجريدة المؤيد وجريدة المقطم ومجلة المقتطف، بحكم مرور هذه المطبوعات عبر البريد لتوزيعها على المشتركين. كانت هذه الدوريات تحمل زاداً ثقافياً متنوعاً وتناقش القضايا الساخنة في ذلك الوقت، ففتحت آفاق الفكر أمام عقل الشاب النابه، ووسعت مداركه، وصقلت مواهبه، وأوقفته على ما كان يجري في أنحاء الدولة العثمانية من أحداث.
لم يتلق دَرْوَزَة العلم على أيدي علماء متخصصين إلا لفترات بسيطة ومتقطعة حضر خلالها دروساً في الفقه على الشيخ مصطفى الخياط في الجامع الصلاحي الكبير بنابلس، ودروساً في الحديث من كتاب صحيح البخاري على الشيخ سليمان الشرابي، وأخرى في النحو والصرف على الشيخ موسى القدومي الذي كان مديراً للمعهد الديني في نابلس حتى عام 1967.
واصل دَرْوَزَة الاهتمام بالعلم والتعليم خلال أدائه وظيفته، وكان يحمل صندوق كتبه في كل أسفاره وتنقلاته، وصار لا يترك الكتاب من يده في معظم يومه حتى إنه قرأ في فترة لا تتجاوز الثلاثين سنة ألفًا وخمسمائة كتاب ومجلد في مختلف المواضيع من لغة وصرف ونحو وأدب وشعر وقصص وتاريخ وتفسير وسيرة وحديث.

## وظائفه وسيرته المهنية

دروزة في اللباس العربي التقليدي خلال عقد الثلاثينيات من القرن العشرين.

تنقل دَرْوَزَة مهنياً في ثلاثة مجالات هي البرق والبريد، والتربية والتعليم، والأوقاف، قبل أن يتفرغ للسياسة وبعدها للكتابة.

### في البرق والبريد
لم تمكنه ظروف أسرته المادية من استكمال دراسته، فالتحق بالعمل الحكومي موظفاً في دائرة البرق والبريد في نابلس عام 1906، ثم انتقل إلى بيروت للعمل في مديرية البرق والبريد سنة 1914، ثم أصبح مديراً لها. رُقِّي مفتشاً لمراكز البرق والبريد المدنية في سيناء وبئر السبع، وظل يترقى في وظائفه حتى أصبح في سنة 1921 سكرتيراً لديوان الأمير عبد الله أمير شرق الأردن، لكنه تركه بعد شهر، واتجه إلى ميدان التعليم.
بدأت محاولات دَرْوَزَة الأولى في الكتابة أثناء فترة عمله في دائرة البرق والبريد فاتصل بالصحافة، وشارك في تحرير جريدة الإخاء العثماني التي كان يصدرها في بيروت أحمد شاكر الطيبي، وكان يترجم لها فصولاً مما ينشر في الصحف التركية عن أخبار الدولة العثمانية وأحوال الحركة العربية. كان يكتب مقالاً أسبوعياً يتناول موضوعاً اجتماعياً أو وطنياً في جريدة الحقيقة البيروتية، التي كان يصدرها كمال بن الشيخ عباس. كما نشر مقالات في جريدة فلسطين التي كان يصدرها عيسى داود العيسى في يافا، وجريدة الكرمل التي كان يصدرها نجيب نصار في حيفا.

### في التربية والتعليم
عاد دَرْوَزَة إلى نابلس في تشرين الأول عام 1918 بعد شهر من سقوطها بيد البريطانيين عند نهاية الحرب العالمية الأولى. انتقل إلى ميدان التربية والتعليم، فتولى عام 1921 إدارة مدرسة النجاح الوطنية التي كانت قد تأسست في نابلس عام 1917. تحولت المدرسة على يديه إلى مركز من مراكز الوطنية إلى جانب رسالتها التعليمية والتربوية، فكانت تلقن طلابها حب العرب والعروبة، وتشعل في قلوبهم جذوة الوطنية، وتضع البرامج التي تغذي فيها الاعتزاز بالأمجاد والحضارة العربية والإسلامية. أدت جهوده في السنوات الخمس التي تولى فيها إدارة المدرسة إلى تحسين نظمها وارتقاء مناهجها حتى أصبحت ذات مكانة كبيرة. تجلى أثره في توجهها الوطني، حيث تخرج في عهد رئاسته وتتلمذ على يديه كثير من الشباب الذين كان لهم دور بارز في تاريخ الحركة الوطنية الفلسطينية. لعب دَرْوَزَة في هذه المرحلة دوراً كبيراً في تثقيف طلاب المدرسة، الذين برز منهم قادة فيما بعد مثل سليمان النابلسي رئيس وزراء الأردن. كان من بين طلاب دَرْوَزَة أكرم زعيتر، الذي أصبح دبلوماسياً ومناضلاً قومياً فيما بعد. ذكر زعيتر أن دَرْوَزَة كان يلقي درساً أسبوعياً على الطلاب عن مبادئ القومية العربية والمجتمع الحديث، وهذا كان ذا أثر كبير على تطور تفكيرهم وتوسعة آفاقهم.
ظل دَرْوَزَة ملتزماً بهذا العمل خمس سنوات متصلة، ولم تشغله أعباء المدرسة عن كتابة المقالات الاجتماعية والتربوية، التي كان يمد بها مجلتي الكشاف في بيروت، والمرأة الجديدة في القاهرة، ونشر مقالات سياسية في جريدتي الجامعة العربية والقدس في فلسطين.

### في الأوقاف
انتقل دَرْوَزَة في سنة 1928 إلى العمل في إدارة الأوقاف الإسلامية، حيث عُين مأموراً للأوقاف في نابلس، ثم رُقِّي في سنة 1932 مديراً عاماً للأوقاف الإسلامية في فلسطين، وظل يشغل هذا المنصب حتى اندلاع ثورة فلسطين الكبرى سنة 1936. نتيجة لمشاركته في الثورة، أصدرت إدارة الانتداب البريطاني قراراً بعزله من منصبه في سنة 1937 وقراراً آخر بمنعه من العودة إلى فلسطين حيث كان خارجها عند اندلاع الثورة، وكان ذلك نهاية عهد دَرْوَزَة بالوظائف الحكومية والأهلية.

## نشاطه القومي ضد التتريك
في بدايات القرن العشرين، كان الجو الثقافي والسياسي في نابلس (التي تعرف بعش العلماء) غنياً ذا حراك دائم بفعل وجود عدد كبير من المثقفين والشخصيات القومية ذات الوزن الكبير مثل عوني عبد الهادي وحافظ بيك طوقان وسليمان النابلسي وإبراهيم القاسم وإبراهيم طوقان وعادل زعيتر وأكرم زعيتر وأسماء أخرى كثيرة ذكرها دروزة في مذكراته. فتحت هذه الأجواء الآفاق أمام دروزة ووجد نفسه في قلب الأحداث.
بدأ محمد عزة دروزة نشاطه السياسي عقب إعلان الدستور العثماني سنة 1908 وكان لم يتجاوز الثانية والعشرين بعد، فقد انتسب في بداية الأمر إلى نادي جمعية الاتحاد والترقي في نابلس ولكنه سرعان ما انفصل عنه بعد أن تبين له أن القائمين عليه تنكروا لوعودهم، وكانوا يهدفون إلى تتريك الأمة العربية والقضاء على لغتها وتراثها. فسارع مع نفر من أصدقائه في مدينة نابلس إلى تأسيس فرع لحزب الائتلاف والحرية الذي تأسس في الأستانة ليكون معارضاً لأفكار جماعة الاتحاد والترقي، وتسلم دروزة سكريتيرية هذا الفرع الذي كان له دور ملحوظ في إحباط أحد المشاريع اليهودية الاستيطانية المبكرة في غور نابلس. أسس عام 1911 مع بعض رجالات نابلس الجمعية العلمية العربية وكان هدفها افتتاح مدارس عربية لمواجهة موجة التتريك التي كانت تقودها جمعية تركيا الفتاة.
وفي سنة 1912 قام دروزة مع عدد من رفاقه من ذوي الميول القومية بتأسيس فرع لحزب اللامركزية الإدارية المؤسس في مصر والذي كان من جملة أهدافه الاستقلال المحلي عن التبعية العثمانية ومقاومة حملة تذويب العرب ولغتهم. تجمد نشاط هذا الفرع بعد تصاعد قمع السلطة للعرب في عهد جمال باشا السفاح وانضمام الدولة العثمانية إلى محور ألمانيا وإعلان الطوارئ وحالة الحرب. شارك دروزة في تأسيس معظم الجمعيات والأحزاب العربية الهادفة إلى تحقيق السيادة العربية واستعادة الوحدة السورية والعربية، مثل حركة المطالبة الإصلاحية عام 1912، والمؤتمر العربي الأول سنة 1913، وجمعية العربية الفتاة سنة 1916، والجمعية الإسلامية المسيحية سنة 1917، والنادي العربي.

## نشاطه القومي ضد الاستعمار الغربي ودعوته لتوحيد سورية

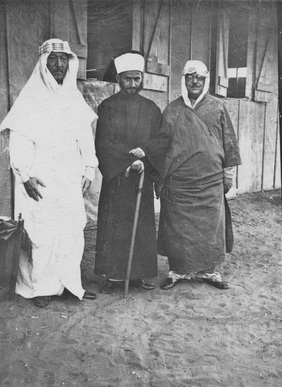
دروزة (يمين) وعوني عبد الهادي (يسار) أثناء اعتقالهم في معسكر للجيش البريطاني في صرفند العمار، 1936.

بعد هزيمة السلطنة العثمانية في الحرب العالمية الأولى، سقطت سورية بيد الحلفاء، فانتقل دروزة إلى النضال ضد المستعمرين الفرنسيين والبريطانيين وقسمت بموحب اتفاقية سايكس بيكو. لعب دروزة دوراً مفصلياً في الدعوة إلى إعادة توحيد فلسطين وسورية. ففي حزيران عام 1919، وصلت لجنة كينغ-كرين الممثلة للرئيس الأمريكي وودرو ويلسون للإطلاع على رغبات أهل فلسطين. قبل وصول اللجنة، قام دروزة وحافظ بيك كنعان بجهود مكثفة لإقناع بعض الشخصيات المفصلية في فلسطين بضرورة الوحدة مع سورية ورفض فصل فلسطين عنها. اجتمع الاثنان بالشيخ أمين الحسيني وأخيه كامل الحسيني من قادة حزب النادي العربي في القدس، فأعلن الأخيران تأييدهما الفوري للفكرة واقترحا بأن يجتمع النابلسيان بقيادات أخرى من الجيل القديم مثل راغب النشاشيبي وحسام الدين جار الله وعارف الدجاني. تم الاجتماع في بيت النشاشيبي، وعندما علم الحضور بموافقة موسى كاظم الحسيني، أهم قادة الجيل القديم، وافقوا فوراً على فكرة الوحدة السورية. وهكذا وصلت اللجنة إلى يافا وزارت القدس ونابلس وطولكرم وجنين والناصرة وحيفا وعكا وصفد وطبريا. كانت طلبات العرب هي الوحدة مع سورية بينما طلب اليهود فصل فلسطين وتنفيذ وعد بلفور. كتبت اللجنة في استنتاجاتها في 27 حزيران أنها تؤيد وحدة سورية-فلسطينية تحت الانتداب البريطاني. وهكذا لعب دروزة دوراً محورياً في تهيئة الساحة السياسية الفلسطينية لاستعادة الوحدة مع سورية، ولكن الاستعمار الفرنسي والبريطاني لم يسمح بذلك.
امتد نشاط دروزة القومي الوحدوي إلى حيفا، حيث كان يلقي المحاضرات القومية هناك بدعوة من رفيقه في حزب الاستقلال والقيادي الحيفاوي رشيد الحاج إبراهيم.

### دوره في المؤتمر الفلسطيني الأول
من خلال تنقلاته الوظيفية، اتصل بكثير من الشخصيات الوطنية والقومية البارزة وقام بتشكيل الجمعيات الوطنية، التي باتت تشكل قاعدة الحركة الوطنية في فلسطين. عمل على تأسيس الجمعية الإسلامية المسيحية التي كان هدفها التوضيح بأن المعارضة للمطامع الصهيونية تأتي من المسلمين والمسيحيين على السواء، وتولى منصب الأمانة العامة للجمعية. كان دروزة من الداعين إلى توحيد الجمعيات الوطنية التي تعمل في أنحاء فلسطين والتنسيق بين جهودها؛ فعقد المؤتمر الفلسطيني الأول في القدس في كانون الثاني 1919 برئاسة عارف الدجاني، وكان أهم ما صدر عنه التأكيد على المطالب القومية بالاستقلال والوحدة واعتبار فلسطين جزءاً من سوريا، ورفض المطامع الفرنسية وتجديد العلاقات مع بريطانيا على أساس التعاون فقط وعدم قبول أي وعد أو معاهدة جرت بحق البلاد ومستقبلها، وتولى دروزة مع زميل له إعداد مذكرة بخصوص هذا الشأن وتقديمها إلى الحاكم العسكري للبلاد لإرسالها إلى الحكومة في بريطانيا، وإلى مؤتمر السلم المنعقد في باريس.

### علاقته مع الأميرفيصل بن الحسين
شغل دروزة، إبان عهد الأمير فيصل بن الحسين في دمشق، عضوية الهيئة المركزية لجمعية العربية الفتاة، ثم تولى أعمال السكرتارية فيها، وكان صلة الوصل بين الجمعية من جهة، والأمير فيصل من جهة ثانية، وبين الجمعية والقوى السياسية من جهة أخرى. نتيجة لضيق نطاق العمل التنظيمي لجمعية العربية الفتاة، تأسس حزب الاستقلال العربي، في دمشق، عام 1919، كواجهة سياسية للجمعية، وكان دروزة عضواً مؤسساً فيه، إضافة لنشاطه وبعض رفاقه من الفلسطينيين في تأسيس الجمعية العربية الفلسطينية، كجهاز عمل خاص بالنضال الفلسطيني، له علاقاته مع الحركة الوطنية الفلسطينية، لمقاومة وعد بلفور والمخططات الصهيونية لإقامة وطن قومي يهودي في فلسطين. كان من مؤسسي جمعية فتى فلسطين التي سعت للإعداد للعمل المسلح ضد اليهود والإنكليز منذ العام 1919 تقريباً.

دروزة مع عدد من زعماء الحركة الوطنية الفلسطينية.

عارض دروزة وبعض رفاقه في جمعية العربية الفتاة اتفاق فيصل-كليمنصو، الذي تم بعد زيارة فيصل لفرنسا. ودافع عن معارضته تلك داخل الهيئة المركزية للجمعية، فتقدمت تلك الهيئة بمذكرة اعتراض خطية إلى فيصل، صاغها دروزة، فوافق فيصل على هذه المذكرة، كما وافق على إعلان استقلال سوريا بحدودها الطبيعية، وأصدر قراراً بذلك تلبية لتوصية المؤتمر السوري العام في اجتماع في دمشق في 7 آذار عام 1920.

### دوره في المؤتمر السوري العام
ساهم دروزة في تأسيس وأعمال المؤتمر السوري العام الذي انعقد بين أواخر حزيران 1919 وأواخر تموز 1920.
شارك دروزة كأحد أربعة مندوبين عن نابلس إلى جانب عادل زعيتر وإبراهيم القاسم عبد الهادي وأمين التميمي، وتمّ اختياره أمينًا عامًا للمؤتمر الذي اختتم بإعلان استقلال سورية الكبرى بحدودها الطبيعية  في مواجهة وعد بلفور واتفاقيات التقسيم في سايكس بيكو وأكد أن فلسطين جزء لا يتجزأ من سورية. تلا محمد عزة دروزة هذا القرار على الجماهير المحتشدة أمام مبنى بلدية بدمشق، في 8 آذار 1920، طالاً من شرفة البلدية. وبعد أن أصبح المؤتمر مجلسًا تأسيسيًا، أسهم دروزة في وضع مشروع الدستور السوري الأول.

### علاقته مع الشخصيات القومية الهامة
بنى دروزة خلال نشاطه المتواصل علاقات شخصية وصداقات مع شخصيات مؤثرة مثل هاشم الأتاسي الذي أصبح لاحقاً رئيساً لسورية ورياض الصلح الذي أصبح رئيساً لوزراء لبنان وسعد الله الجابري زعيم حلب ورئيس وزراء سورية عام 1944 ورئيس مجلس نوابها عام 1949 وإبراهيم هنانو قائد الثورة ضد الفرنسيين في شمال سورية، ونوري السعيد الذي أصبح رئيساً لوزراء العراق.

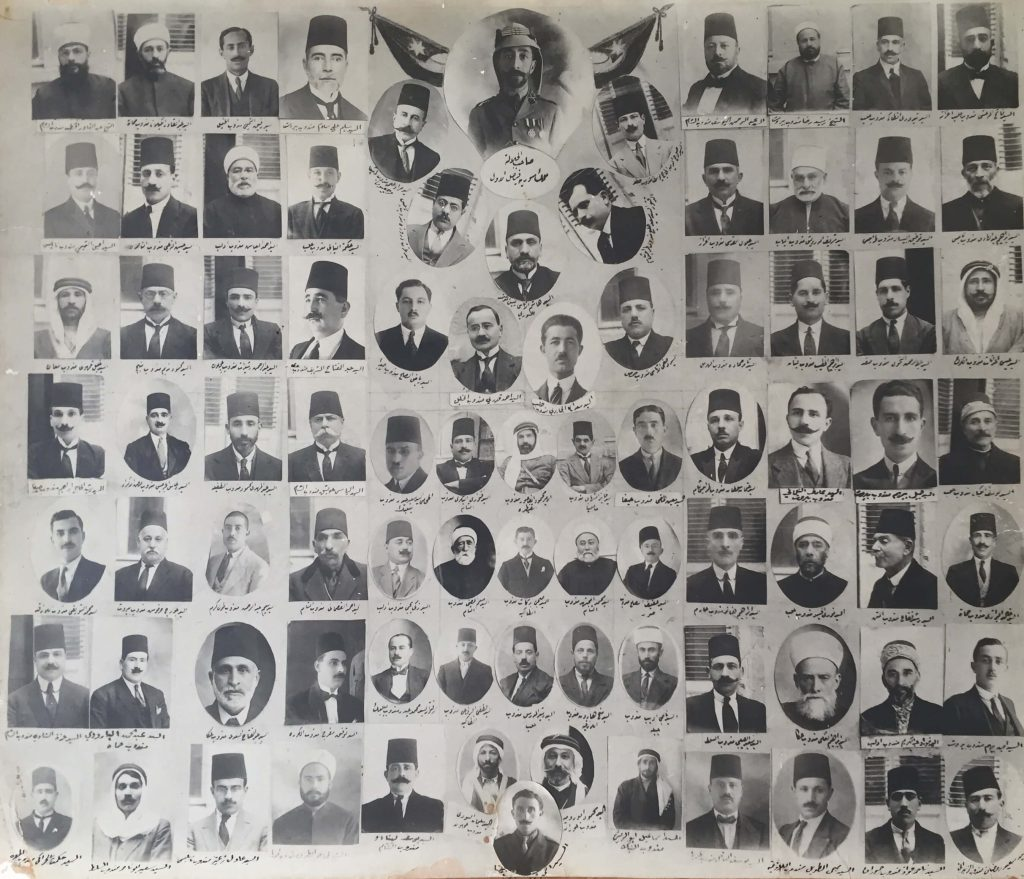
لوحة تظهر مندوبي المناطق السورية المشاركين في المؤتمر السوري العام يظهر فيها دروزة في الوسط مباشرة تحت صورة الملك فيصل بالترتيب الثاني من اليسار

### دوره في الثورات الفلسطينية

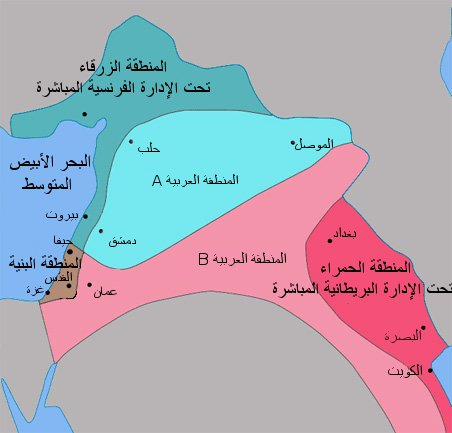
خارطة تظهر الأراضي العربية التي تم تقسيمها خلال اتفاقية سايكس بيكو التي عارضها دروزة والعرب عموماً ونادوا بها دولة واحدة.

انغمس دروزة في النشاط الوطني الفلسطيني منذ أن استقر في نابلس، فشارك بجهود كبيرة في انعقاد المؤتمرات السياسية التي كانت تخطط للحركة الوطنية وتتابع نشاطها. كاستمرار لنشاطه الوحدوي، ساهم عام 1932 بشكل فاعل في إقامة فرع لحزب الاستقلال العربي في فلسطين الذي شكل امتداداً للحزب الأصلي في دمشق، وتولى أمانته العامة منذ تأسيسه وحتى 1947. شارك في المؤتمرات الفلسطينية وتسلم فيها مناصب فعالة، كما هي حاله في الأحزاب والجمعيات، حتى أصبح علماً من أعلام النضال الوطني العربي ضد الإنكليز والفرنسيين واليهود. كان على رأس المقاومين للسياسة البريطانية ومشاريعها المختلفة، فقام مع رفاقه بحركة مقاطعة الدستور وانتخاب مجلس تشريعي مغلول اليد؛ الأمر الذي ترتب عليه وأد الفكرة وقتلها في مهدها، وقاد مظاهرات مختلفة ضد السياسة البريطانية، وأدى هذا إلى اعتقاله، وتقديمه للمحاكمة، والحكم عليه بالسجن، مثلما حدث له في سنة 1934، وكان دروزة أحد قادة ثورة فلسطين في سنة 1936 التي دعت إلى إضراب عام انتهى بثورة شعبية عارمة ضد الانتداب البريطاني. كان أيضًا من بين الذين طالبوا باعتماد اسم سورية الجنوبية لمنطقة الانتداب البريطاني في بلاد الشام بدلا من اسم فلسطين الذي أصر عليه الإنكليز وفرضوه على العرب.
دعا دروزة إلى اتخاذ إجراءات متصاعدة ضد السلطة البريطانية ما لم تستجب لمطالب البلاد، ولم تجد بريطانيا لمواجهة هذه الثورة بُدّاً من اعتقاله هو وزملائه. أصبح دروزة مسؤولاً عن التخطيط السياسي للثورة عندما تجددت سنة 1937، وصارت تصدر توجيهات الثورة من دمشق حيث كان يقيم دروزة وغيره من القيادات الفلسطينية، ويعيش حياة أشبه بحياة المجاهدين. ظل دروزة في دمشق قائماً على أمر الثورة الفلسطينية حتى اعتقله الفرنسيون بتحريض من الإنكليز في عام 1939، وحوكم أمام محكمة عسكرية فأصدرت عليه حكماً بالسجن في سجن المزة بدمشق، ثم أُفرج عنه سنة 1941 بعد الاحتلال النازي لفرنسا. عندما غزا الإنكليز مدعومين من الديغوليين سورية، لجأ دروزة إلى تركيا، وقضى هناك أربع سنوات عاد بعدها إلى فلسطين.

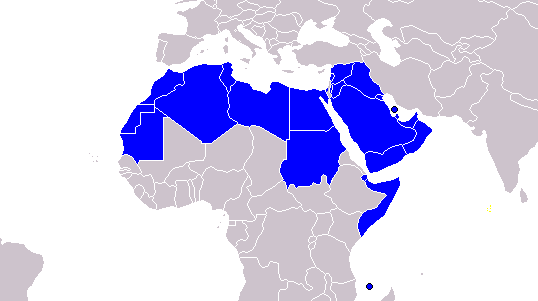
الوطن العربي كما يراه مفكرو القومية العربية.

بقي دروزة على هذه الحال من النضال والصمود حتى أنشئت جامعة الدول العربية وصارت قضية فلسطين محور نشاطها. فقد أعيد عام 1946 تشكيل اللجنة العربية العليا باسم الهيئة العربية العليا لفلسطين برئاسة مفتي فلسطين محمد أمين الحسيني، واعترفت جامعة الدول العربية بها ممثلة لفلسطين، واختارت دروزة عضواً فيها وممثلاً لها في بيروت ودمشق، على الرغم من اعتراض ممثل إمارة شرق الأردن، صالح جابر، على هذا الأمر. بذل دروزة ورفاقه المناضلون، أكرم زعيتر ومعين الماضي وعوني عبد الهادي جهوداً كبيرة في هذه المرحلة من أجل تنظيم النضال السياسي والعسكري، ولكنه اضطر إلى الاستقالة منها أواسط عام 1947 لخلاف في الرأي دب بينه وبين محمد أمين الحسيني. ومع ذلك استمر يقدم العون للجنة العسكرية التي كانت تخطط للعمل العسكري في فلسطين، وتفتتح معهداً لتخريج ضباط فلسطينيين ومعسكراً لتدريب الجنود. وبقي على هذا النحو من تقديم العون حتى صدر قرار تقسيم فلسطين ونشبت الثورة العربية لإحباطه والإبقاء على عروبة فلسطين. حينذاك شعر دروزة بأن الحكومات العربية لم تخلص للقضية الفلسطينية كما ينبغي أن يكون الإخلاص. كان المرض قد بدأ يهاجمه ويجعل حركته عسيرة، إضافة إلى ثقل سمعه الذي بدأ عام 1944 وتفاقم عام 1949، فاعتزل العمل السياسي الوطني المباشر، واعتكف في منزله في دمشق ليتابع نضاله غير المباشر من خلال الكتابة والدعوة إلى الوحدة العربية ودعم النشاطات الفلسطينية الهادفة إلى تأسيس كيان فلسطيني قادر على القيام بحركة تحرير شعبية، وخصوصاً دعمه منظمة التحرير الفلسطينية وتنظيماتها العسكرية. سجل مذكراته في ستة مجلدات ضخمة، حوت مسيرة الحركة العربية والقضية الفلسطينية خلال قرن من الزمان، لكن معظم هذه المذكرات لم يُنشر قبل عقد الستينيات.

### دعوته لقيام الوحدة بين سورية ومصر
خلال أواسط الخمسينيات من القرن العشرين تم إقرار دستور مصري جديد اعتبر مصر جزءاً لا يتجزأ من الأمة العربية. عندئذ، اعتبر دروزة أن الظروف باتت مهيئة لوحدة بين مصر عبد الناصر وسورية، واعتبر أن وحدة كهذه ستجذب الأقطار العربية الأخرى إليها في مرحلة لاحقة. آمن دروزة أن مصر بمواردها البشرية والاقتصادية ستتمكن من لعب نفس الدور الذي لعبته بروسيا في الوحدة الألمانية وأن عبد الناصر سيكون بسمارك آخر. يقول دروزة عن عبد الناصر: «منذ الثورة العربية الكبرى، لم يوجد زعيم عربي على مستوى الأحداث سوى جمال عبد الناصر».

## إنتاجه الفكري
لم يحل انشغال دروزة بالحركة الوطنية الفلسطينية والمشاركة في قيادتها عن الكتابة والتأليف، فبدأ يؤلف على مستويات مختلفة لكافة القراء وفي مجالات متعددة مثل:
| - توثيق يوميات الحركة الوطنية والقومية. - تأليف الكتب المدرسية للنهوض بطلاب العلم. - كتابة الروايات الوطنية الهادفة التي تشعل الحماس في نفوس الناشئة. | - بحث وتوثيق تاريخ العرب والترك واليهود. - بلورة وطرح أفكار حول العروبة والوحدة العربية. - الاجتهاد في تفسير القرآن والكتابة عن السيرة النبوية وبعض القضايا الإسلامية الاجتماعية. |

ألف دروزة عشرات الكتب، وبعضها بقي في مرحلة المخطوطات ولم يطبع أو ينشر. إضافة لأهميتها الفكرية، نبعت أهمية كتب دروزة، وخاصة مذكراته الشاملة، من توثيقها للتاريخ الشفهي العربي، والفلسطيني بالذات. بحسب يوسف شويري، يعطي دروزة وصفاً تصويرياً ومستنفذاً أحياناً عن مدينته بكل ما فيها من مساجد وأحياء سكنية وبساتين وصناعات وأسواق وسكان. إضافة إلى ذلك، استفاض دروزة في وصف التكوين الاجتماعي لنابلس وشرح خصائص وعلاقات عائلاتها وبروز فئات جديدة في المجتمع النابلسي.

### حول العروبة والقضايا العربية
مثلت العروبة قلب اهتمامات دروزة فاهتم بها سياسة وتاريخًا وكتب عن الحركة القومية العربية والقضايا العربية الساخنة. اعتبر دروزة أن الجنس العربي كان ينشد الوحدة السياسية والتاريخية منذ البدء ومن أقدم أزمنة التاريخ. إن مطلب الوحدة القومية، من وجهة نظر دروزة، هو مطلب غائي، سائد يتخطى التاريخ الواقعي ويهيمن عليه. إنه بداهة التاريخ العربي. لكن يتعين إكمالها بوحدة فعلية شاملة قوامها التوحيد السياسي، وهذه ضرورة تاريخية يفرضها الواقع العربي.
كتب دروزة عدداً من الأعمال الموسوعية في مجال تاريخ العرب ربما كان أهمها كتابا «تاريخ الجنس العربي في مختلف الأطوار والأدوار والأقطار من أقدم الأزمنة» و«العرب والعروبة في حقبة التغلب التركي» اللذان وثقا وجود وتاريخ العرب في وطنهم الحالي وأجزائه السليبة أيضاً، مثل الأقاليم السورية الشمالية (أضنة ومرسين وماردين وجزيرة ابن عمر واورفة وديار بكر وعنتاب ومرعش) التي كانت جزءا تاريخيا من سورية واعترف بها كذلك في معاهدة سيفر، ولكنها أخضعت لتركيا بموجب معاهدة أنقرة عام 1921 بين تركيا الأتاتوركية وفرنسا، وإقليم عربستان الذي أهدته بريطانيا لشاه إيران عام 1925 ولواء اسكندرون الذي أعطته فرنسا لتركيا عام 1939.
أسهم في هذا المجال بمؤلفات عديدة منها:
- «تاريخ الجنس العربي في مختلف الأطوار والأدوار والأقطار من أقدم الأزمنة». صدر في ثمانية مجلدات ضمن نحو ثلاثة آلاف صفحة. أبرز في هذا العمل الضخم الأدلة على عروبة كل أجزاء الوطن العربي، ورد على محاولات شطب الهوية العربية وتحويلها إلى «شرق أوسطية»، وفند مزاعم القائلين بأن الوجود العربي خارج الجزيرة العربية هو احتلال.[61]
- «العرب والعروبة في حقبة التغلب التركي من القرن الثالث إلى القرن الرابع عشر الهجري». وصدر في تسعة أجزاء ضمت 2138 صفحة وتناولت تاريخ الوجود العربي في مختلف الأقطار، والأجزاء هي:

1. العرب والعروبة في جزيرة الفرات وشمال سورية - جزء 1
2. العرب والعروبة في الإمارات العربية الشاملة في لبنان - جزء 2
3. العرب والعروبة والزعامات والأسر اللبنانية الإقطاعية على اختلاف الطوائف - جزء 3
4. العرب والعروبة في سوريا الوسطى - جزء 4
5. العرب والعروبة في شرق الأردن وفلسطين - جزء 5
6. العرب والعروبة في العراق - جزء 6
7. العرب والعروبة في وادي النيل - جزء 7
8. العرب والعروبة في المغرب الأقصى والجزائر وتونس وليبيا - جزء 8
9. العرب والعروبة في جزيرة العرب حجازها وعسيرها ويمنها ونجدها - جزء 9

- الوحدة العربية. 1946. مرجع كبير وشامل درس فيه قضية الوحدة العربية وأسلوب تحقيقها. نال على هذا العمل جائزة من المجلس الأعلى للفنون والآداب في مصر سنة 1951 م.
- «حول الحركة العربية الحديثة». في ستة أجزاء.
- «نشأة الحركة العربية الحديثة». في مجلد واحد، تناول فيه أحوال العرب وتاريخ الدولة العثمانية، والجمعيات العربية التي كانت تطالب بالانفصال عن الدولة العثمانية.
- «دروس التاريخ العربي من أقدم الأزمنة حتى الآن». كتاب مدرسي للصفوف الابتدائية، وظل معتمداً في جميع المدارس العربية والوطنية الخاصة في فلسطين.
- «وفود النعمان على كسرى أنوشروان». رواية قومية. 1911

### حول الإسلام والقضايا الإسلامية
خلال وجوده في سجن الفرنسيين بدمشق، تعمق دروزة في دراسة القرآن والإسلام، واعتبر السجن منحة إلهية مكنته من قراءة كل ما وقع بين يديه من كتب دينية. كانت أهم مؤلفاته في هذا المجال:

غلاف كتاب الدستور القرآني.

- «الدستور القرآني والسنة النبوية في شؤون الحياة»، وطُبع في مجلدين كبيرين. تصدر هذا العمل الكبير مؤلفات دروزة في المجال الإسلامي. أوضح في هذا الكتاب ما احتواه القرآن والسنة النبوية من نظم لمختلف شؤون الحياة، ويمثل هذا المؤلف تحولاً كبيراً في حياة مؤلفه بعد أن استوفى دراسات التاريخ القومي وقضايا المجتمع العربي، حيث أدرك أهمية التماس منهج القرآن والالتزام به لتحقيق أهداف الأمة العربية.
- «التفسير الحديث»، صدر في 12 جزءاً بدأ بتأليفها عندما كان لاجئاً في تركيا حيث استفاد من مقتنيات مكتبة بورصة. قام في هذا الكتاب بتفسير القرآن الكريم حسب ترتيب نزول السور.
- «سيرة الرسول ، صورة مقتبسة من القرآن». صدر في مجلدين.[63][64]

وإلى جانب هذه الكتب الثلاثة الكبيرة له مؤلفات إسلامية متنوعة تواجه الاستشراق والتبشير مثل:
- «القرآن والمرأة».
- «القرآن والضمان الاجتماعي».
- «القرآن والمبشرون». المكتب الإسلامي للطباعة والنشر.
- «اليهود في القرآن الكريم». المكتب الإسلامي للطباعة والنشر.

### حول فلسطين
ظهر تأثير أحداث فلسطين منذ كتابات دروزة الأولى التي اتخذت طابعاً روائياً، فألف دروزة روايات قومية ومسرحيات تمجد العروبة، وتعبّر عن المطامح القومية والرغبة في النهوض، وكانت رواية «وفود النعمان على كسرى أنوشروان» سنة 1911 و«السمسار وصاحب الأرض» (وهي أقرب إلى المسرحية) سنة 1913 أبرز أعماله الروائية. وكان في هذه الأخيرة من أوائل من حذروا من خطورة بيع الأراضي لليهود.
ألَّف كتباً كثيرة تشرح القضية الفلسطينية أبرزها مذكراته الضخمة التي تُعد أضخم عمل في هذا الباب. تعد مذكراته، حسب وليد الخالدي، أهم المذكرات التي توثق ما حدث في فلسطين خلال فترة الانتداب إضافة إلى مذكرات أكرم زعيتر وعوني عبد الهادي وعجاج نويهض. وفيما يلي قائمة بأهم كتبه في هذا المجال:

غلاف كتاب تاريخ بني إسرائيل.

- " مذكرات محمد عزة دروزة". تشمل 4256 صفحة في ستة مجلدات. دار الغرب الإسلامي، بيروت. 1994."، كشفت جوانب غامضة، وأعانت على تفسير بعض القضايا المبهمة في مسيرة العمل الوطني الفلسطيني.
- «القضية الفلسطينية في مختلف مراحلها».
- «مأساة فلسطين».
- «فلسطين».
- «جهاد الفلسطينيين: عبرة من تاريخ فلسطين».
- «قضية الغزو الصهيوني».
- «في سبيل فلسطين».
- «فلسطين والوحدة العربية».
- «من وحي النكبة: صفحات مغلوطة ومهملة من تاريخ القضية الفلسطينية».
- «فلسطين وجهاد الفلسطينيين في معركة الحياة والموت ضد بريطانيا والصهيونية العالمية 1917-1948»: الهيئة العربية العليا لفلسطين. القاهرة. 1959.

### كتب عامة وتوثيقية
| - تركية الحديثة. - بواعث الحرب العالمية الأولى. - دروس التاريخ المتوسط والحديث. | - دروس في فن التربية. - تاريخ بني إسرائيل من أسفارهم. المكتبة العصرية. بيروت. |

## عضويته في المجتمعات الأدبية
شغل دروزة عضوية المجلس الأعلى للفنون والآداب في القاهرة سنة 1961، وانتخب مقرراً للجنة التاريخية فيه، إلا أن حالته الصحية حالت دون الاستمرار في هذه العضوية. انتخب في العام نفسه، عضواً مراسلاً في مجمع اللغة العربية في القاهرة.

## وفاته وتقديره
أجرى محمد عزة دروزة آخر مقابلة صحفية مع الصحافي الفلسطيني محمد مصلح في سنة 1983، وذلك على مدى 8 أيام، وفيها سمح له أن يصوّر كافة مذكراته دون استثناء، ويقول مصلح أنه كان من الجليّ أن صحة دروزة في تراجع مستمر. توفي محمد عزة دروزة في حي الروضة في دمشق يوم الخميس 26 تموز عام 1984، الموافق 28 من شوال سنة 1404هـ.
كان دروزة أحد أهم المفكرين القوميين الأوائل، إضافة إلى ساطع الحصري وزكي الأرسوزي.
لم يأخذ محمد عزة دروزة الموقع الذي يستحقه بعد بين كبار الكتاب القوميين العرب بالرغم من مساهمته الكبيرة في وضع أسس الفكر القومي العربي التقليدي (وخاصة في كتابي «الوحدة العربية» و«تاريخ الجنس العربي»)، ونضاله الدؤوب ضمن الحركة الوطنية الفلسطينية خلال النصف الأول من القرن العشرين، وإنجازاته الأدبية والفكرية الواضحة. وربما يعد هذا الحصار الثقافي لدروزة وغيره من المفكرين القوميين مفروضًا ضمن برنامج الأنظمة العربية الحاكمة (وبضمنها قيادة منظمة التحرير الفلسطينية) لمحاربة أي توجه وحدوي والحفاظ على كراسي الحكم في دويلات مبعثرة.
لم يكن دروزة نفسه يحب الظهور، ولم يتسلم أية مناصب سياسية حكومية رغم نشاطه السياسي الكثيف وعلاقاته المتشعبة وصداقته لشخصيات مؤثرة. كان يختار دوماً أن يترك الصفوف الأمامية لغيره في الوقت الذي كان يدفع فيه التوجه العام بقوة بعيداً عن التفريط والتنازلات ونحو اتجاه أكثر جذرية ووحدوية في العمل الوطني الفلسطيني، وفي الوقت الذي كان يتجشم فيه المخاطر ويتكبد المشقة، وفي الوقت الذي كان يفني فيه الساعات في العمل الدؤوب ويقضي الأيام في السفر.
تركز الاهتمام بكتب وتراث محمد عزة دروزة على عدد قليل من الكتاب ممن عاصروه، وفي الآونة الأخيرة ساهم عصر الشبكة العنكبوتية والكتب الإلكترونية في إماطة اللثام عن مساهمات دروزة وإنجازاته الكبرى في مجالات عدة؛ قومية وتاريخية وثقافية وإسلامية. فيما يلي أهم الكتب والدراسات التي نشرت حول دروزة ومساهماته:
- «محمد عزة دروزة : صفحات من حياته وجهاده ومؤلفاته»، بقلم حسين عمر حمادة. الاتحاد العام للكتاب والصحفيين الفلسطينيين، بيروت. 1983.
- «مختارات قومية لمحمد عزة دروزة»، بقلم ناجي علوش. مركز دراسات الوحدة العربية، بيروت. 1988. ضمن سلسلة التراث القومي.[72]
- «محمد عزة دروزة، خمسة وتسعون عاماً في الحياة، مذكرات وتسجيلات.» علي الجرباوي وحسن الشخشير.[73]

## وصلات خارجية
- محمد عزة دروزة على موقع أرشيف الشارخ.
- تراجم أعضاء اتحاد الكتاب العرب في سورية والوطن العربي - الطبعة الرابعة 2000. موقع اتحاد الكتاب العرب
- أحمد تمام. محمد عزة دروزة، الكاتب المناضل. إسلام أون لاين.
- تنزيل كتب لمحمد عزة دروزة. موقع قصة الإسلام.